# Auxicerus multicolor
Auxicerus multicolor es una especie de coleóptero de la familia Lucanidae.

## Distribución geográfica
Habita en Bolivia.